# Velatia
Velatia (bis 2012 Grupo Ormazabal) ist eine spanische Industrieholding, die zu den größten Herstellern von Elektroanlagen in Europa zählt. Die Gruppe besitzt 15 Produktionsstätten und beschäftigt knapp 3.000 Mitarbeiter.
Neben dem Geschäftsbereich Mittelspannung, in dem sich das gesamte Elektrogeschäft der Gruppe konzentriert, gehören Telekommunikation, Informationssysteme und physikalische Sicherheitssysteme zu den zentralen Geschäftsfeldern von Velatia.

## Tochterunternehmen
- Ormazábal (Mittelspannungsanlagen)
- Ikusi (Funkfernsteuerungen)
- Knock (Telekommunikationsausrüstung)
- WEC (Luftfahrt)
- Stratenergy
- Polsa (Isolatoren)
- Tecnichapa (Metallverarbeitung)
- Uniblok (Betonfertigteile)
- Gosa

## Geschichte
Velatia wurde 1967 von Javier Ormazabal Ocerin, dem Vater des aktuellen Präsidenten, in Bedia gegründet.
2004 wurde die deutsche Felten & Guilleaume übernommen.